# Целінув (Козеницький повіт)
Целінув (пол. Celinów) — село в Польщі, у гміні Ґрабув-над-Пилицею Козеницького повіту Мазовецького воєводства.
Населення — 103 особи (2011).
У 1975-1998 роках село належало до Радомського воєводства.

## Демографія
Демографічна структура станом на 31 березня 2011 року:
|          | Загалом | Допрацездатний вік | Працездатний вік | Постпрацездатний вік |
| -------- | ------- | ------------------ | ---------------- | -------------------- |
| Чоловіки | 53      | 11                 | 33               | 9                    |
| Жінки    | 50      | 10                 | 27               | 13                   |
| Разом    | 103     | 21                 | 60               | 22                   |